# Morón (paroisse civile)
Pour les articles homonymes, voir Moron.
Morón est l'une des deux paroisses civiles de la municipalité de Juan José Mora dans l'État de Carabobo au Venezuela. Sa capitale est Morón, chef-lieu de la municipalité.

## Géographie

### Démographie
La paroisse civile, outre sa capitale Morón, comporte plusieurs localités :
- Alpargatón
- El Guarataro
- Morón
- Palma Sola
- Urbanización Los Gavilanes
- Venepal

### Transports
À Venepal se trouve une piste aérienne.

## Économie
La paroisse civile abrite une centrale électrique et une importante usine pétrochimique situées sur la côte de l'océan Atlantique, la première au sud-est du territoire, et la deuxième au nord entre Palma Sola et Urbanización Los Gavilanes.